# Бор-Молерупова теорема
У математичкој анализи, Бор-Молерупова теорема је добила име по данским математичарима Хералду Бору и Џонасу Молерупу, који ју је доказао, а описује гама-функцију, дефинисану за {\displaystyle x>0} да:
{\displaystyle \Gamma (x)=\int _{0}^{\infty }t^{x-1}e^{-t}\,dt}
јесте једина функција f на интервалу x > 0 која истовремено има три карактеристике 
- {\displaystyle f(1)=1,\,} и
- {\displaystyle f(x+1)=xf(x)\ } за {\displaystyle x>0,\,} и
- {\displaystyle \log f\,} је конвексна функција.